# Elmer Gantry (roman)
Elmer Gantry är en satirisk roman från 1927 av Sinclair Lewis som handlar om en fundamentalistisk protestantpredikant i Mellanvästern. När romanen utgavs väckte den rabalder, inte minst i kristna fundamentalistiska kretsar. Elmer Gantry bannlystes i flera städer och predikanten Billy Sunday kallade Lewis "Satans kohort". Romanen utspelar sig i olika fiktiva orter i gränstrakterna mellan delstaterna Kansas och Missouri.
Som förarbete på romanen observerade Lewis både kristna fundamentalister och fritänkare i Kansas City. Romanen har legat till grund för filmen Elmer Gantry från 1960 och operan Elmer Gantry från 2007.